# Люзерн (Пенсільванія)
Люзерн (англ. Luzerne) — місто (англ. borough) в США, в окрузі Лузерн штату Пенсільванія. Населення — 2711 особа (2020).

## Географія
Люзерн розташований за координатами 41°17′12″ пн. ш. 75°53′48″ зх. д. / 41.28667° пн. ш. 75.89667° зх. д. (41.286749, -75.896628).  За даними Бюро перепису населення США в 2010 році місто мало площу 1,79 км², уся площа — суходіл.

## Демографія
Згідно з переписом 2010 року, у селищі мешкало 2845 осіб у 1377 домогосподарствах у складі 719 родин. Густота населення становила 1593 особи/км².  Було 1512 помешкання (847/км²).
Расовий склад населення:
| - 97,6 % — білих - 0,6 % — чорних або афроамериканців - 0,2 % — корінних американців - 0,2 % — азіатів |

До двох чи більше рас належало 0,7 %. Частка іспаномовних становила 2,1 % від усіх жителів.
За віковим діапазоном населення розподілялося таким чином: 17,2 % — особи молодші 18 років, 64,9 % — особи у віці 18—64 років, 17,9 % — особи у віці 65 років та старші. Медіана віку мешканця становила 44,2 року. На 100 осіб жіночої статі у селищі припадало 93,4 чоловіків;  на 100 жінок у віці від 18 років та старших — 93,0 чоловіків також старших 18 років.
Середній дохід на одне домашнє господарство  становив 45 690 доларів США (медіана — 34 705), а середній дохід на одну сім'ю — 57 077 доларів (медіана — 51 250). Медіана доходів становила 43 833 долари для чоловіків та 35 000 доларів для жінок. За межею бідності перебувало 20,1 % осіб, у тому числі 22,6 % дітей у віці до 18 років та 12,0 % осіб у віці 65 років та старших.
Цивільне працевлаштоване населення становило 1253 особи. Основні галузі зайнятості: роздрібна торгівля — 28,3 %, освіта, охорона здоров'я та соціальна допомога — 25,5 %, мистецтво, розваги та відпочинок — 8,1 %, публічна адміністрація — 7,8 %.